# 趙爾文
趙爾文（1941年—），臺灣著名的黑幫成員、竹聯幫前幫主、精神領袖，同時也是企業家與公益慈善家。綽號「趙霸子」，熟識者依年齡不同稱之為「趙哥」、「趙爸」、「趙爺爺」。籍貫南京。1949年國共內戰時，跟著父親隨著中國國民黨撤退來臺灣搬至苗栗縣，在臺灣深耕成長。
2001年至2007年期間擔任竹聯幫代理幫主，在陳啟禮等多位領導者走避國外群龍無首之時，由多位竹聯幫幹部擁立為幫主，一肩扛起竹聯幫內外重責，對竹聯幫有著重要貢獻。在趙爾文任內吸收大量本省人成員，也是竹聯幫本土化的重要推手。
同時趙爾文也是臺灣知名企業家與公益慈善家，曾榮獲國家建築金質獎親自接受總統頒獎表揚，以及成立文教基金會數十年來不斷幫助偏鄉兒童，致力推廣公益而廣為人知。

## 經歷
趙爾文1941年出生於南京。1949年國共內戰時期，跟著父親隨著國民黨撤退來臺灣搬至苗栗縣定居。趙爾文在學時期經常在苗栗、新竹等地參與鬥毆，因此換過許多學校。
1960年代，趙爾文與一班同學從苗栗搬至臺北市闖蕩，時常在西門町一帶與幫派份子鬥毆因此打出名號。早年跟隨綽號「小麗」莊麗生，在西門町「華都舞廳」工作，因為長袖善舞的個性結識許多竹聯幫成員，遂於在1970年代前後拜入竹聯幫。趙爾文改開徵信社之後，經濟轉好，任俠好義，對於登門求援的竹聯幫兄弟月堂出手相助，出錢出力毫不吝嗇，因此為他在竹聯幫內得到好的聲望。
1984年10月，臺灣實行「一清專案」全國大掃黑，竹聯幫數百名成員遭到逮補入獄。趙爾文得知政府全力掃蕩幫派份子，常常在半夜抓人，擔心之餘曾躲藏在山上躲避查緝，並於1985年底和家人成功闖關出境。
1996年臺灣再度實行「治平專案」全國大掃黑，導致精神領袖「鴨霸子」陳啟禮、幫主「么么」黃少岑等人相繼離開臺灣躲避，造成竹聯幫長期處於群龍無首的狀態。隨後在2001年間，由竹聯幫多位幹部及堂主推舉趙爾文擔任幫主來領導竹聯幫，因而被冠上「趙霸子」的稱謂，並且由幫內大老「瓦哥」馮華等人從旁輔佐建立起勢力。趙爾文也因出手闊綽來者不拒，不僅為竹聯幫打響字號，也為他在江湖上博得極佳的人緣。
2005年4月，臺灣知名黑道人物「蚊哥」許海清逝世，趙爾文與各地黑幫領袖擔任治喪委員，共有十萬名黑幫分子齊聚奔喪。因高調行徑引發警方蒐證監控，導致受到警方掃黑所波及。趙爾文因此減少出席與黑幫相關公開場合，逐步退居幕後。
2007年10月間，竹聯幫精神領袖「鴨霸子」陳啟禮逝世。因趙爾文同時與「么么」黃少岑被竹聯幫內外皆公認為是幫主，卻也意外引發兩大勢力對抗爭權。最終在陳啟禮的告別式上，由「么么」黃少岑擔任治喪委員會主任委員，趙爾文與「周霸子」周榕兩位大老擔任副主任委員，進而確認了「么么」黃少岑是竹聯幫新共主的地位，使得幫主權位紛爭塵埃落定，並且同時卸任代理幫主職位。

## 公益事業
趙爾文早在2006年成立「財團法人臺北市爾文教育基金會」長期幫助臺灣偏遠地區孩童，投身公益慈善事業。同時擔任「老馬籃球協會」的理事長，致力推廣運動。並且相繼在2007年間開設「野村建設公司」，連續數次獲得「國家建築金質獎」。其中第十屆（2008）及第十二屆（2010）分別由總統馬英九、副總統蕭萬長等人親自頒獎給予趙爾文表揚。

## 家庭
趙爾文育有一子兩女。2010年7月24日，媒體報導趙爾文在臺北市「王朝大酒店」舉行小女兒的婚禮及自己70歲的壽宴，席開兩百多桌。

## 軼聞
趙爾文雖是從中國大陸隨國民黨撤退移居至臺灣的外省後代，但是自小在苗栗鄉下成長，可說著一口流利的台語，是少數外省幫派裡可以說著流利台語的大老。
趙爾文非常推崇「紅葉少棒隊」的故事，長達數十年幫助臺東紅葉國小及偏鄉兒童，捐款提供獎學金及營養午餐費用等等。以此契機成立基金會將愛心遍佈全臺灣，因此被學童稱為「趙爺爺」。
2001年間，趙爾文因朋友應邀出席餐會，抵達餐廳後發現竹聯幫各堂主都在場，不斷遊說趙爾文接任竹聯幫幫主，最終在多位堂主威嚇「如果不答應，今天就耗在這裡！」而妥協，意外接任幫主重責。
趙爾文是竹聯幫創幫成立以來，並非是經由「鴨霸子」陳啟禮等創幫元老系統所指派或授意擔任的幫主，因此被媒體稱之為「非主流派」或「非嫡系」。尊崇趙爾文系統的勢力，時常與被視為「主流派」或「嫡系」的「么么」黃少岑系統相互抗衡。因此被視為非嫡系的趙爾文，雖然最初被擁立為「幫主」，卻也逐漸被外界改稱為「代理幫主」。